# Chalceopla
Chalceopla is een geslacht van vlinders van de familie langsprietmotten (Adelidae).

## Soorten
- C. cockerelli (Busck, 1915)
- C. cyanella (Busck, 1915)
- C. discalis Braun, 1925
- C. evocata Meyrick, 1923
- C. ovata Braun, 1921
- C. simpliciella Walsingham, 1880